# Pažiť
Pažiť este o comună slovacă, aflată în districtul Partizánske din regiunea Trenčín, pe malul râului Drahožica⁠(d). Localitatea se află la altitudinea de 200 m deasupra n.m., se întinde pe o suprafață de 3,06 km2 și în 2017 număra 470 de locuitori. Se învecinează cu comuna Malé Kršteňany.

## Istoric
Localitatea Pažiť este atestată documentar din 1351.

## Demografie
| An:                | 1994 | 2004    | 2014   | 2024    |
| ------------------ | ---- | ------- | ------ | ------- |
| Număr de persoane: | 339  | 404     | 440    | 502     |
| Diferență:         |      | +19,17% | +8,91% | +14,09% |

| An:                | 2023 | 2024   |
| ------------------ | ---- | ------ |
| Număr de persoane: | 505  | 502    |
| Diferență:         |      | −0,59% |